# Barwani (district)
Barwani is een district van de Indiase staat Madhya Pradesh. Het district telt 1.081.039 inwoners (2001) en heeft een oppervlakte van 5432 km².
Hoofdstad: Bhopal
Districten: